# 天主教沂州教区
天主教沂州教区（Dioecesis Iceuvensis）是罗马天主教在中国山东省设立的一个教区。

## 历史
1937年7月1日，教廷宣布，从青岛代牧区分设沂州府代牧区，继续由德国圣言会负责，首任主教万宾来。1946年4月11日沂州府代牧区升为沂州教区。

## 教堂
- 主教座堂

## 主教
- 万宾来（Bishop Charles Weber, S.V.D.）  1937 – 1970
- 房兴耀

## 信徒
1950年，信徒20,545人。现有教友约6万人，是山东省面积最大，教友人数最多的教区。